# Бутеншён, Андреа
Андреа Бутеншён (швед. Andrea Butenschön) (11 сентября 1866 − 24 апреля 1948) — шведская писательница, ориенталист и переводчица.

## Биография
Со стороны отца её семья происходила из Германии. Детство А. Бутеншён прошло на живописных берегах озера Аспенес (Aspenäs), где находилось поместье её отца. Потребность писать проявилась у неё уже в детстве. После занятий с гувернанткой дома Андреа Бутеншён несколько лет училась в Гётеборге в школе фрейлейн Виржин Жакет (швед. Virgin Jacquette). Затем она переехала в Стокгольм, чтобы учиться в Валлинской школе (швед. Wallinska Skolan) для девочек. Здесь она стала ученицей доктора Эллен Фрис (швед. Ellen Fries), шведской феминистки и первой женщины, получившей в Швеции в 1883 году степень доктора. С Эллен Фриз у неё завязались дружеские отношения. В школе А. Бутеншён изучала шведский язык, историю литературы, латынь, логику, а также философию, природоведение, историю искусства, прошла курс по медицинскому уходу. По совету Эллен Фриз, она провела зиму в Париже, где посещала лекции в Сорбонне и в Коллеж де Франс.
В 1890—1891 годах она совершила поездку в Индию, посетила Бомбей, Бароду, Ахмадабад, Джайпур, Дели, Агру, Лакнау, Бенарес, Калькутту, Дарджелинг, а также Цейлон. Во время поездки она встречалась с представителями индийской культуры.
Осенью 1892 года она начала изучать в Лондоне санскрит. По словам А. Бутеншён, на её решение изучать санскрит повлияла книга Рама Мохан Роя, с которой она познакомилась во время поездки по Индии. Осенью 1893 года она продолжила изучение санскрита в Сорбонне, где пробыла три семестра. Здесь она была первой женщиной, изучавшей этот предмет. Благодаря содействию двух выдающихся ориенталистов Сильвена Леви (фр. Sylvain Lévi) и Джеймса Дармстетера (James Darmesteter) она была представлена в Азиатское общество (фр. Société asiatique) и стала одной из трёх женщин среди 225 членов общества.
По состоянию здоровья она должна была прервать учёбу, но в Швеции, где она провела зиму 1895—1896 года, А. Бутеншён продолжала заниматься санскритом вместе с квалифицированным санскритологом Люси Гибсон (англ. Lucy Gibson). В 1897-98 годах она училась в Киле у профессоров Германна Ольденберга (нем. Hermann Oldenberg) и Пауля Дойсена (нем. Paul Deussen).
Андреа Бутеншён сотрудничала в журналах «Слово и образ» (Ord och Bild), «Дагни», в газете «Idun».
В 1913 году она перевела на шведский язык сборник стихов Рабиндраната Тагора «Гитанджали», за который он в том году получил Нобелевскую премию по литературе.

## Работы
Избранные работы А. Бутеншён:
- 1894 — поэма «Тадж Махал» («Taj Mahal») с иллюстрациями Юлиуса Венгеля.
- 1898 — «Цыган и она» («Tattaren och hon.») — сборник литературных этюдов.
- 1898 — «Цыган и его сын» / «Tattaren och hans son»
- 1902 — «Катха-упанишада» («Kâthaka-Upanishad») — перевод с санскрита одной из частей Упанишад.
- 1905 — «Уолт Уитмен» («Walt Whitman»), очерк с переводом стихов.
- 1909 — «Давным-давно» («För länge sedan») — пьеса в 3-х актах.
- 1913 — «Гитанджали (Жертвенные песнопения)» («Gitanjali (Sångoffer)») — перевод с английского Рабиндраната Тагора.
- 1927 — исторический роман «Джаханара-бегум, индийская принцесса» (на шведском языке) / «Jahanara Begam. En indisk kejsardotter»
- 1931 — исторический роман «Жизнь могольской принцессы Джаханары-бегум, дочери Шахджахана» (на англ. яз.) / «The Life of a Mogul Princess Jahanara Begum: Daughter of Shahjahan».